# Asperula popovii
Asperula popovii là một loài thực vật có hoa trong họ Thiến thảo. Loài này được Schischk. mô tả khoa học đầu tiên năm 1958.